# New Young Pony Club
A New Young Pony Club egy négy tagú londoni együttes. Zenei stílusuk főként new wave és new rave jellegű.

## Az együttes tagjai
- Tahita Bulmer - Ének
- Andy Spence - Gitár
- Lou Hayter - Szintetizátor
- Sarah Johnes - Dob

## Diszkográfia

### Nagylemezek
- Fantastic Playroom (2007. július 9.)
- The Optimist (2010. március 8.)

### Kislemezek
- Ice Cream (2005 február)
- The Get Go (2005. június 27.)
- Get Lucky (2006. március 20.)
- Ice Cream (2006. szeptember 18.) (első új kiadás)
- The Bomb (2007. március 19.)
- Ice Cream (2007. július 2.) (második új kiadás)
- Get Lucky (2007. október 29.) (új kiadás)
- Chaos (2010. március 1.)